# Maria Andersen
Maria Othilia Andersen, född 21 februari 1876 i Köpenhamn, död 30 september 1941 i Roskilde, var en dansk barnboksförfattare.
Maria Andersen var dotter till smeden Ole Rasmus Andersen (1841-1892) och Boline Larsen (*1847). Hon växte upp i Köpenhamns innerstad med sin familj, inklusive nio syskon, under knapra förhållanden. Efter att hon avslutat folkskolan efter konfirmationen blev hon tjänsteflicka. Efter en tid drabbades hon av en hjärtsjukdom och lades in på Skt. Maria Hospital i Roskilde, ett katolskt hospital. Efter utskrivningen blev hon anställd på hospitalet som hushållsföreståndare (da: økonoma) och innehade denna anställning i 35 år (1906-1941).
Genom sin bekantskap med lärarinnan och barnboksförfattaren Gudrun Eriksen uppmuntrades Andersen att skriva om sin egen uppväxt och barndom i form av barnböcker. Detta resulterade i de tre böckerna om karaktären Tudemarie, Andersens alter ego, och hennes liv i fattigdom. Den första boken Tudemarie gavs ut 1939 efter att Andersen på Eriksens uppfordran hade skickat in manuskriptet till Hagerups Forlags tävling i böcker riktade till flickor. De andra två gavs ut 1941 respektive 1942 varav den sista, Hvad der videre hændte Tudemarie, gavs ut efter Andersens död och slutfördes av Eriksen. Samtliga böcker blev populära i Danmark och gavs även ut i Norge och Sverige.